# سليلة كاذبة

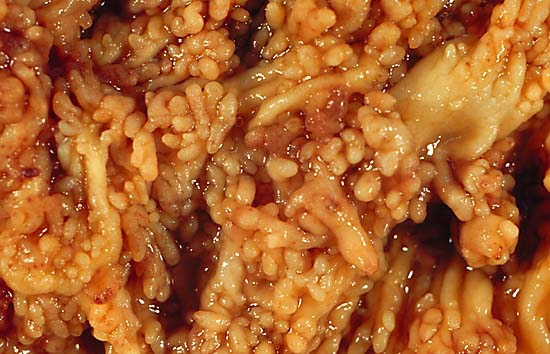
سليلة كاذبة في القولون لدى مريض يعاني من التهاب القولون التقرحي. عينة استئصال القولون.

السليلة الكاذبة هي اختلاط حميد لالتهاب القولون النشط وتحدث في مناطق فقدان الغشاء المخاطي. وهي تتكون من بقايا مخاطية وذمية ومزدحمة معزولة تنشأ من الغشاء المخاطي المحيط بالمناطق المتقرحة. تبدو على شكل كتل بارزة من الأنسجة الندبية التي تتطور من الأنسجة الحبيبية أثناء مرحلة الشفاء في دورة التقرح المتكررة (خاصة في مرض التهاب الأمعاء). الأنسجة الالتهابية دون احتمالية الإصابة بالسرطان، قد تمثل السلائل الكاذبة إما جزرًا مخاطية متجددة بين مناطق التقرح، أو علامات سليلة متوذمة أو أنسجة حبيبية مغطاة بالظهارة. تم الإبلاغ عن حالات أدى فيها داء السَّليلاَتِ الكاذِبَة العملاق الموضعي إلى انسداد معوي.
قد يكون للجزر المخاطية المتبقية بين المناطق المتقرحة والمعرية من الغشاء المخاطي مظهر سليلي ويشار إليها بالسلائل الكاذبة. يمكن أن تؤدي متلازمات داء السلائل، مثل داء السلائل الورمي الغدي العائلي، إلى ظهور مظهر مماثل في التصوير، على الرغم من أن العرض السريري قد يختلف عن داء السلائل الكاذب الالتهابي.
العديد من التقرحات المتموجة مع انتفاخ الغشاء المخاطي الوذمي المتبقي تحدد المظهر المرصوف بالحصى عند التنظير.